# 塊魂
『塊魂』（かたまりだましい、英: Katamari Damacy）は、2004年3月18日にナムコ（後のバンダイナムコエンターテインメント）から発売されたPlayStation 2向けアクションゲーム、およびそのシリーズのタイトル。
2012年11月21日にPlayStation 3向けのPS2アーカイブスとして配信されたほか、2018年12月には本作のリマスター版となる『塊魂アンコール』（Katamari Damacy Reroll）がNintendo Switch,Steam向けに、2020年11月19日にはPlayStation 4,Xbox One向けにも発売された。

## 概要
大コスモの王様（とても大きい）が酔った勢いで星空を破壊してしまったため、尻拭いとして王子（5 cm）が物だらけの地球で塊を転がして大きくし、それを夜空に浮かべ星空を再生させるというストーリー。
アナログスティック2本を使って塊（カタマリ）を動かしモノを巻き込み大きくしていく。最初は小さいモノしか巻き込めないが、最終的には人・車・ビル・飛行機・自然現象まで巻き込めるようになる。ゲームスタート直後は障害物になっているものでも、塊が大きくなると巻き込むことができるようになる。なお、巻き込んだモノは「素敵コレクション」というリストに掲載されて解説と共に閲覧可能。また、ステージ内のどこかには王様が落としたプレゼントの箱があり、これを探すのも楽しみとなっている。
ステージ内のグラフィックは全てフルポリゴンで描かれており、そのほとんどを巻き込むことが可能。ポリゴン数は少なく、カクカクしているものの、それを逆手に取り、パステルタッチの色調と共に独自のキャラクターデザイン・世界を確立している。
音楽は「塊オンザロック」を中心とした「塊」を歌詞のテーマにした歌ものを取り入れており、松崎しげる、浅香唯、椛田早紀、水森亜土、チャーリー・コーセイ、新沼謙治、松原のぶえ&坂本ちゃん、田中雅之（ex-クリスタルキング）などの歌手陣がさまざまなジャンルの曲を歌い上げている。例えば、演歌歌手の新沼はラップに挑戦するなど、それぞれの歌手達は普段の活動やイメージからすれば少し意外な取り合わせの楽曲に起用されている。ライムスターの宇多丸は「ゲームよりサントラを予約した」と評価している。エンディングは「世界が一つになる」をテーマに世界平和と自然の大切さを訴えていて、地球ステージでは全ての国を一つに固めるのが課題。
売上も当初は思わしくなかったが評判が高まるにつれ徐々に売り上げを伸ばし、ついには売上本数が10万本を突破し、『みんな大好き塊魂』などの続編が複数発売された。
2004年度グッドデザイン賞を受賞。同賞の受賞はゲームソフトとして史上初。

### 受賞歴
- 第7回CESA GAME AWARDS FUTURE（2003年10月）
  - 優秀賞
- 第8回Interactive Achievement Awards（2005年2月）
  - 革新的な家庭用ゲーム賞 (Outstanding Innovation in Console Gaming)
  - ゲームデザイン賞 (Outstanding Achievement in Game Design)
- Game Developers Choice Awards（2005年3月）
  - ゲームデザイン賞 (Game Design)
  - イノベーション賞 (Innovation)
- 第8回CESA GAME AWARDS（2004年10月）
  - 優秀賞
- オールタイム100ビデオゲーム（All-TIME 100 Video Games）

米タイム誌が2012年11月15日に発表した歴史上最も偉大なビデオゲーム100本に選ばれる。
これは、世界で最も影響力のある人物100人を選ぶ「タイム100」と似たシリーズの一環として発表された。

### 2種類のバージョン
塊魂は新旧2種類のバージョンが存在する。旧バージョンは本来巻き込めるはずの特定のモノ（跳び箱の「4ダンメ」）がステージに配置されておらず、素敵コレクションを100%にすることが不可能だった為、新バージョンが急遽作成された。ディレクターの高橋によれば、オブジェクトの配置を編集していた際に誤って地面の下に移動させてしまったとのこと。旧バージョンはナムコに問い合わせをする事で新バージョンと無償で交換してもらう事ができる。これらのバージョンの違いは、ディスクの裏に小さく書いてある数字で区別が出来る。1と書いてあるものは特定のモノが無く、2にはある（ただしサービスセンターの見解としては、数字は関係ないとのこと）。

### 登場人物
王子
本作の主人公。酔った勢いで夜空の星をことごとく破壊した王様の尻拭いで塊を転がし、夜空に星を作る羽目になる。
キャラクターデザインは漫画家のクリハラタカシ。
王様
大コスモの王様。身長は登場するシリーズやステージによって変わり、3100mから100万kmほど。傍若無人で万能。偉大。酔った勢いで星空を破壊した張本人。「みんな大好き」以降では王様がステージ開始時にしゃべっている間に転がし始めると、拗ねてしまう。
失敗すると厳しいお仕置きを王子に見舞う。主に暴言を吐くことが中心で、それをしながらシリーズによってお仕置きの内容が異なる。
幼少期は父親であるパパンに勉強や習い事を押し付けられる日々を送り、思春期となるとグレてしまい城を出る。それから王妃と出会い、一目惚れし、結婚。
王妃
王様を陰に日向に支える、大コスモの王妃。エレガント。王様と同じように身長はシリーズやステージによって変わり、2700mから100万kmほど。
メイツ
イトコ23人、ハトコ16人、ルーキー8人、メイツ30人で、合計77人いる。ステージ内にいたりする。塊に巻き込むと、それぞれ違ったセリフを言う。
パパン
大王様。王様の父親。かなりのスパルタで、息子である王様に英才教育を施す。しかし実は息子思いである。
王様ロボ
TRIBUTEより、王様が記憶喪失で王子たちが作り上げたロボット。語尾に「でアリマス」と付けて喋る。記憶が回復した王様から「ヒドイハリボテ」と評される。また、王様に片付けられたパーツの塊を惑星にされた後、「マタ作リナオシテハタライテモライマスカラ」と言われたことで王様のしもべという形になってしまう。
ファン魂
ノ・ビータより、顔がハートの形をしている赤い人。たまにどこかのステージに現れるので王様が気配感知をしてくれる。集めるといいことがあるかもしれない。

## 続編
| 2004 | 塊魂                                                                                   |
| 2005 | みんな大好き塊魂 僕の私の塊魂                                                          |
| 2006 | 塊魂（Best版） みんな大好き塊魂（Best版） 僕の私の塊魂（Best版） 塊魂くん（iアプリ版） |
| 2007 | 塊魂モバイル ビューティフル塊魂 塊魂くん（EZアプリ版） 塊魂くん（S!アプリ版）          |
| 2008 |                                                                                        |
| 2009 | ころがしパズル塊魂 塊魂TRIBUTE                                                         |
| 2010 | 塊魂TRIBUTE（Best版）                                                                  |
| 2011 | 塊魂 ノ・ビ〜タ                                                                        |
| 2012 | 塊魂モバイル2 塊魂 PlayStation 2アーカイブス                                           |
| 2013 | 塊魂 ノ・ビ〜タ（Best版）                                                              |
| 2014 |                                                                                        |
| 2015 |                                                                                        |
| 2016 | 塊魂 ノ・ビ〜タ Welcome Price!!                                                        |
| 2017 |                                                                                        |
| 2018 | 塊魂アンコール（Steam・Switch版）                                                      |
| 2019 |                                                                                        |
| 2020 | 塊魂アンコール（PlayStation 4・Xbox One版）                                            |
| 2021 |                                                                                        |
| 2022 |                                                                                        |
| 2023 | みんな大好き塊魂アンコール+王様プチメモリー                                            |
| 2024 |                                                                                        |
| 2025 | 塊魂Rolling LIVE ワンス・アポン・ア・塊魂                                              |

### みんな大好き塊魂
『みんな大好き塊魂』（みんなだいすきカタマリダマシイ、北米版タイトル:We ♥ Katamari）は2005年7月7日に発売された続編。ジャケットに使用されている写真はナムコ社員の集合写真と見られ、左端には中村雅哉会長の姿も見える。
前作の影響で地球に多数のファンが生まれた大コスモの王様。王様はファンの望みを叶えるために王子を地球に派遣するというストーリー。結局、塊を作ることに変わりはない。前作では色のついた障害物でしかなかった水中のステージや、空中ステージ、夜間ステージなどがある。
BGMには有紗、イルリメ、カヒミ・カリィ、キリンジ、DOKAKA、野宮真貴、宮崎吐夢、YOUの他新沼謙治、松崎しげるは前作に引き続き参加している。特徴としては、プレイ時間の長いステージ上でも使用される事を考慮して、全体的に曲の尺が長めに製作されている。また、前作ではステージ毎に曲は固定だったが、今作から選択可能となった（一回以上聴いた曲）。
キリンジの堀込高樹はかつてナムコに社員として在籍し、『スーパーファミスタ』や『風のクロノア』のBGM作曲を手がけていた。
前作では対戦モードでしかイトコを使うことは出来なかったが、今作からは通常のステージでもイトコを使って転がすことができるようになった。ただし、性能的には王子と同じで、グラフィックが違うのみ。
2023年6月1日にはリマスター版であり、新要素と子供時代の王様が父のパパンに課せられた5つの課題に挑む「王様プチメモリー」を加えた『みんな大好き塊魂アンコール＋ 王様プチメモリー』がNintendo Switch,PlayStation 4,PlayStation 5,Xbox Series X/S,Xbox One向けに、同年6月2日にSteam向けに発売。キャッチコピーは「最近、コロガシ足リテル?」。

### 僕の私の塊魂
『僕の私の塊魂』（ぼくのわたしのカタマリダマシイ、北米版タイトル:Me & My Katamari）は2005年12月22日に発売された塊魂シリーズの第3作。シリーズ初のPlayStation Portable (PSP) 用ソフト。今までのイトコ、ハトコに加えて新しく「ルーキー」というキャラが何種類か登場する。
王様、王妃、王子が地球の南国ビーチにバカンスに来たのだが、王様のダイナミックすぎる泳ぎに動物達の住む「楽園諸島」の島々が沈没。漂流生活を送る動物の為にモノだらけの「ヒマワリ大陸」で塊を転がし新たな島を作ることが目的である。
また、PSPの無線LAN機能を利用した初の4人対戦が可能となっている。ステージ内のモノにはそれぞれポイントが設定されており、制限時間内に最も高いポイントを獲得したプレイヤーが勝利となる。他のプレイヤーに塊をぶつけることで、邪魔することも。「カメラ」で撮った写真をBMP画像として保存し、PSPの壁紙にすることも可能。

### 塊魂くん
『塊魂くん』（カタマリダマシイくん）は携帯電話用アプリゲーム。iアプリ版は2006年12月30日よりナムコの携帯電話用サイト「ナムコ・ゲームス」で配信開始された。また、EZアプリ版は2007年11月1日より「ナムコEZゲームス」で、S!アプリ版は2007年12月3日より「ナムコ・ゲームス」で配信開始された。
今回は『僕の私の塊魂』のエンディングに収録されていた「ウレシ ナツカシ 8bit版」をベースに再現。操作方法は携帯の方向キーまたは文字キーを使い操作をする。
今作は今までとは異なり「3Dアクション」ではなく「2Dアクション」である。横スクロールしつつ、ドット絵で描かれたキャラクターたちを巻き込みつつ、塊を大きくして行く。壁と大きい障害物に挟まれるとミスになるのでジャンプコマンドが追加されている。
また、このゲームの続編として『オーイ塊魂くん』がiアプリ・S!アプリ・EZアプリで配信されている。
2009年11月より2010年4月末までロッテのチョコレート菓子「コロガリータ」とコラボレーションした携帯電話向けFlashゲーム『コロガリータと塊魂』が期間限定で配信された。『塊魂くん』同様の2Dアクションで、散らばったコロガリータを巻き込んで塊を大きくして行く。ビギナー編とアフターディナー編があり、ビギナー編はブログパーツ（ゲームプレイが可能）も配布された。

### 塊魂モバイル
『塊魂モバイル』は携帯電話用サイト「ナムコ・ゲームス」で2007年6月に配信開始された携帯電話用アプリゲーム。2Dアクションの「塊魂くん」とは違い、他の塊魂シリーズ同様の3Dアクションになっているが収録ステージ数は少ない。2008年12月にはiPhone / iPod touch向けに配信開始された。
一部の携帯電話（モーショントラックモード）やiPhone（加速度センサーによる）では、傾きによる操作に対応。携帯アプリ版はボタン操作にも対応している。

### 塊魂モバイル2
『塊魂モバイル2』は携帯電話用サイト「ナムコ・ゲームス」で配信された携帯電話用アプリゲーム。2Dアクションの「塊魂くん」とは違い、他の塊魂シリーズ同様の3Dアクションになっているが収録ステージ数は少ない。2012年8月1日にiPhone / iPod touch等向けに配信開始された。フリーミアム。

### ビューティフル塊魂
『ビューティフル塊魂』は2007年10月18日にXbox 360で発売された塊魂シリーズの続編。Xbox Liveで4人までの同時対戦に対応。また、当初はPlayStation 3（PS3）とのマルチプラットフォームの予定であったが、後にPS3での発売予定が消えXbox 360のみでのリリースとなった。

### ころがしパズル塊魂
『ころがしパズル塊魂』（ころがしパズルカタマリダマシイ）は2009年3月25日よりダウンロード販売されたニンテンドーDSiウェア。

今回は『コズモギャング・ザ・パズル』の流れを汲む落ち物パズルとなっており、地球に近づくブラックホールをふさぐべく、王子はイトコ達と共に大きな塊を作る。エンドレスモードとステージを選べるチャレンジモードを収録。エンディングのステキソングは初音ミク「愛のカタマリー」。

### 塊魂TRIBUTE
『塊魂TRIBUTE』（カタマリダマシイトリビュート）は2009年7月23日発売のPlayStation 3用ソフト。『僕の私の塊魂』以外の過去の作品のステージを収録（音楽は新録のカバーバージョン）した総集編+αで課題は30科目以上と、シリーズ最大のボリュームの内容。

王子と塊をジャンプさせる「王子ホッピング」などの新ギミックや新モードを追加。シリーズとして初のフルHD画質（1080p）に対応。オンラインモードは存在しない。

### 塊魂 ノ・ビ〜タ
『塊魂 ノ・ビ〜タ』（カタマリダマシイ ノ・ビ〜タ）は2011年12月17日に発売したPlayStation Vitaのローンチソフト。
nearですれ違った人と対戦出来たり、タッチスクリーンやタッチパッドをスライドして、塊を縦横に伸ばしたりするなど、PS Vitaの機能を活かした新システム、集めた「アメ」を交換して、王様の衣装を買って、着せ替えができるというお楽しみ要素が導入された。
企業などのものがコラボレーションとして登場する「ゆるコラ」が始まった。それが決まったものはダウンロードコンテンツで見ることができる。
第1弾
兄沢命斗『アニメイト』。
第2弾
パックマンとゴースト（実際とは異なる）『パックマンシリーズ』。
第3弾
ポケピ達『みんなといっしょ』。
第4弾
みずしな孝之、やなな『岐阜柳ヶ瀬商店街』、『東日本タクシー株式会社』、『坂本商店』、河地大吉と加賀りん『うさぎドロップ』、王様Twitterで募集した「巻き込まれたいファンの皆様」。

### 塊魂Rolling LIVE
『塊魂Rolling LIVE』（カタマリダマシイローリングライブ）は2025年4月3日発売のApple Arcade専用のMac、AppleTV、iPhone、iPad用App。塊魂シリーズ本編7作目（リメイクを除く）。本作は本編初のApple Arcadeでの配信。新要素としてチャンネル登録者数やトレンドスターなどが追加された。また時々アップデートで新ステージや新しいメイツも登場する。新メイツはパッチ、ミルキー、ジャック、キャサリン、キャメロン、フィルの6体。キャンディショップでは王様のチャンネルのバッジやメイツ、ミュージックさらにプレゼントなども購入できる。
アップデート内容
第1弾
新ステージ：ぴったり買ってみた、カニをたくさん捕まえてみた、友だち100匹作ってみた
追加メイツ：僕の私の塊魂より　ムー、ポックル
第2弾
新ステージ：町長に立候補してみた、100万円使ってみた
追加メイツ：ビューティフル塊魂より　リュウ、クニヒロ
第3弾
新ステージ：キャンプファイヤーやってみた、昆虫をあつめてみた
追加メイツ：ビューティフル塊魂より　キュン、マグ
完全新規メイツ：ランラン

### ワンス・アポン・ア・塊魂
『ワンス・アポン・ア・塊魂』は2025年10月23日発売予定のソフト（Steamのみ2025年10月24日予定）。約14年ぶりの新作で、いろんな時代のステージが登場する。メイツカスタマイズや最大4人で競うスポーツ魂が導入された。また、現在11種類の新メイツが確認されており、塊魂Rolling LIVEを除くすべてのメイツが登場する。
新メイツ　シャリィ　シューラ　チャンバ　　
チャーリー　ガグゥ　ンベイ　フクツチ　
シャボ　パカ・ラパ　ペラー　コズミ
BGMには新沼謙治、松崎しげるが続投するほか、朝倉さや、ウ山あまね、花譜、Clémentine、こっちのけんと、さだまさし、San Francisco Boys Chorus、suis from ヨルシカ、Daoko、chelmico、花海咲季、やくしまるえつこが新たに参加。

## アルバム

### 塊魂サウンドトラック「塊フォルテッシモ魂」（2004年5月19日）
1. ナナナン塊 / ゆうさま
2. 塊オンザロック 〜メインテーマ / 田中雅之
3. Overture / NAMCO (境亜寿香 / 三宅優)
4. 月と王子 / 新沼謙治
5. フーガ♯7777 / NAMCO（境 亜寿香）
6. LONELY ROLLING STAR / 椛田早紀
7. ステキ星のさんぽはステキ / NAMCO（三角由里）
8. Katamari Mambo 〜 塊シンドロームmix / 松原のぶえ&坂本ちゃん
9. You Are Smart / NAMCO（遠山明孝）
10. 真っ赤なバラとジントニック / 水森亜土
11. WANDA WANDA / NAMCO（三宅優）
12. ケ・セラ・セラ / チャーリー・コーセイ
13. 天使風味の贈り物 / NAMCO（三宅優）
14. カタマりたいの / 浅香唯
15. カタマリ★スターズ / NAMCO（戸部田英樹）
16. さくらいろの季節 / かたまり隊 Jr.
17. ラブリーエンジェル / NAMCO（三宅優）
18. スターダスト・ファンファーレ / NAMCO（遠山明孝）
19. さいごにサンバ / 塊サンバ隊
20. 愛のカタマリー 〜 エンディングテーマ / 松崎しげる
21. 塊マーチ魂 （ボーナストラック 未発表曲） / NAMCO（三宅優）

### みんな大好き塊魂サウンドトラック「塊は魂」（2005年7月20日）
1. Introduction  / 遠山明孝
2. 塊オンザロック / DOKAKA
3. Overture II  / 境亜寿香
4. 塊オンザスウィング / 松崎しげる
5. くるくるロック / イルリメ
6. Everlasting Love / 有紗
7. つよがり魂 / キリンジ
8. ビューティフルスター / 三宅優
9. 天使の雨 / YOU
10. ヒューストン / カタマリロボ
11. Blue Orb / カヒミ・カリィ
12. 塊ホリディ / ゆうさま
13. ベイビーユニバース / 野宮真貴
14. DISCO★PRINCE / 新沼謙治
15. 灼熱のサバンナ / アヒルのビッグマウス、イヌのジョン、ウシのニュー、カラスのユウヒ、ネコのセクシー、ブタのブービー、ヤギのペー
16. The Royal Academy of Katamari / 田島勝朗
17. キングオブキングのうた / 宮崎吐夢 / 田島勝郎   　

また、本CDには隠しトラックが収録されている。

### 僕の私の塊魂サウンドトラック「塊オリジナルサウンドトラック魂」（2005年12月21日）
DISC1
1. Overture III（三角由里）
2. 塊オンザファンク / 塊ソウルトレインズ
3. カタマリゾート（戸部田英樹）
4. シャバドゥビー（矢野義人）
5. ジーザスアイランド（三宅優）
6. Family魂（矢野義人）
7. 塊オンザムーグ（三宅優/遠山明孝）
8. 輝け! Mr.サンシャイン / 松崎しげる
9. KATAMARYTHM箱（矢野義人/遠山明孝）
10. DAN DON FUGA（三宅優）
11. 草原トロン（戸部田英樹）
12. ワンチップマーチ（大久保博）
13. ドレミカタマリド（三角由里）
14. スターライト・ジャンボリー（杉山将司/三宅優）
15. みんなDancing塊魂（三宅優）
16. LOVE&PEACE&塊魂（杉山将司/三宅優）
17. 大コスモサロン（田島勝朗）

DISC2
1. In A Muddle（田島勝朗）
2. KANEWOOD EDGE〜morning（金子智充）
3. НЕТ,ТОЛЬКО ТОТ,КОТЗНАЛ… Op.6-6（ただ憧れを知る人だけが）/ JUNKO NISHI
4. Presto Scherzando（田島勝朗）
5. Appassionate, Allegro Moderato（田島勝朗）
6. 跳太鼓魂（金子智充/三宅優）
7. НЕТ,ТОЛЬКО ТОТ,КОТЗНАЛ… Op.6-6（ただ憧れを知る人だけが）/ JUNKO NISHI
8. 跳太鼓魂〜リフレイン（金子智充/三宅優）
9. Sadness（悲しみ）（田島勝朗）
10. Stizzoso（おこりん坊さん）（田島勝朗）
11. KANEWOOD EDGE〜day（金子智充）
12. Con Energico（田島勝朗）
13. Sento nel core（私の心が痛みます）（田島勝朗）
14. くっつき太郎 / DOKAKA
15. Misterioso（田島勝朗）
16. カオティック アンビエンス（境亜寿香）
17. Andante, Con moto, Grandioso（田島勝朗）
18. Big Fire（田島勝朗）
19. ナイト・ムームー（遠山明孝）
20. KANEWOOD EDGE〜star（金子智充）

### ビューティフル塊魂サウンドトラック「塊ステキ魂」　(2007年11月21日）
1. Katamari Dancing / 宇都宮隆
2. 団結 / IM@S ALLSTARS
3. BOYFRIEND A GOGO / 松本伊代
4. Bless my stars / 鈴木蘭々
5. Sayonara Rolling Star / 平山あや
6. 恋の稲刈り / 石川ひとみ
7. INTO THE SKY / イトクボ
8. カタマリティー / 杏子
9. ぐるぐるグラビティ / 堀越のり
10. カラフルハート / 斉藤由貴
11. PROLOGUE
12. コズミックラウンジ
13. カタマリ惑星
14. STAR! STAR! STAR!
15. みんなのマンボ
16. 王子ラウンジ
17. EPILOGUE

### 塊魂TRIBUTEサウンドトラック「かたまりたけし」（2009年8月19日）
DISC1
1. Katamari on the Rhodes
2. 塊オンザウィングス Vocal:大橋卓弥（from スキマスイッチ）
3. カタマリゾート・ソング Vocal:サイゲンジ
4. つよがり魂 (Refreshed by GUIRO) Re-Arrangement:GUIRO
5. 塊オンザロック (5cm prince Remix) Remix:AFRA
6. MONOCHROME
7. Galactic S-O-U-L Remix:バッファロー・ドーター
8. 校庭DAYDREAMER
9. 灼熱のサバンナ高等学校 Performance:堀越高等学校吹奏楽団
10. ヒューストン (Re-Arranged by KIRINJI) Re-Arrangement:キリンジ
11. さくらいろの季節 Fanfare mix) Re-Arrangement:ビューティフルハミングバード
12. Lonely Rolling No More Vocal:ゆうさま＆なつこはん
13. You are Smart (RAAGINIA SOFT MIX) Remix:SOFT
14. ウチュウ
15. SHADOW AND LIGHT Vocal:松崎しげる
16. Green Village
17. Fuga #9998
18. Fuga #9999

DISC2
1. Katamari On The Funk (Señor Coconut's "Katamambo!" remix) Remix:セニョール・ココナッツ
2. 真っ赤なバラとジントニック (YMCK 8bit Mix) Remix:YMCK
3. Everlasting Love+You Vocal:リア・ディゾン
4. The Royal Academy Of Katamari (Kimitaka Matsumae Remix) Remix:松前公高
5. Everlasting Love (atom™ remix) Remix:atom™
6. サヨナラ Rolling Star (Yuri's Mixx) Vocal:Micazo
7. Katamari Spirit
8. Katamari Dancing All Night Vocal:王様ロボ
9. 月と王子 (とレオパルドンMix) Re-Arrangement:レオパルドン
10. Mushroom Parade
11. ドレミカタマリド (-rh rehabilitation re-arrange-) Re-arrangement:レイ・ハラカミ
12. 塊オンザスウィング (SEXY-SYNTHESIZER ALL ABOUT namco Mix) Remix:SEXY-SYNTHESIZER
13. Robotic Vision
14. Cosmic Message
15. Be Gorgeous
16. Nana-Nan Damacy (Hardfloor Remix) Remix:Hardfloor
17. Nana-Nan Damacy (Hardfloor Alternative-Remix) Remix:Hardfloor
18. ラスト・カオチックアンビエンス

### 塊魂ノ・ビ〜タサウンドトラック「かたもりだましい」（2011年12月21日）
1. NGC1976
2. 塊オン・ザ・ステージ (feat.松崎しげる)
3. Rehabilitation / 稲岡健 (Invisible Designs Lab.)
4. エイリアン (feat.BAKUBAKU DOKIN) / BAKUBAKU DOKIN
5. Don't Give Up / NBGI（遠山明孝）
6. 塊オンザファンク(中塚武 edit) / 中塚武
7. カタマリ・エキゾチカ / NBGI（川田宏行）
8. Lonely Rolling Star (Re-Arranged by 大坂昌彦) / 大坂昌彦
9. 塊オンザロック (Re-Arranged by 大坂昌彦) / 大坂昌彦
10. コスモミュール・コスモポリタン / 中村優一(Invisible Designs Lab.)
11. シャバドゥビー (中塚武 edit) / 中塚武
12. 愛のカタマリー (SEXY-SYNTHESIZER Remix) / SEXY-SYNTHESIZER
13. ハロー・ワールド
14. 塊LOVEMIN
15. 2011の空と音楽 (feat.土岐麻子) / 土岐麻子
16. アクロス・ザ・カタマリ (feat.百々和宏 from MO'SOME TONEBENDER)

### 塊魂ノ・ビ〜タサウンドトラック2「かまたりだましい」（2012年4月11日）
※iTunes Store限定配信
1. Katamari On The Backstage
2. Katamari On Namco/SEXY-SYNTHESIZER
3. Star Prince
4. ACID EUTRON #007 - Baraduke Remix/eutron
5. Kakatatamamariri 1
6. King Of The Dance Floor
7. Revolution Katamari
8. Noby Noby Prince / Yuu Miyake
9. Jupiter Dub No.404
10. Star King
11. Little Help

### 塊魂ノ・ビ〜タサウンドトラック3「塊アバンチュール魂」（2012年11月21日）
※iTunes Store限定配信
1. Kakatatamamariri 2 (feat. 沙知 from ハリネコ) / NBGI (Taku Inoue)
2. 白いカチューシャ (feat. トリ音) / NBGI (Jesahm)
3. 塊オンジ音頭 / 三宅優

### 塊魂 Rolling LIVE オリジナルサウンドトラック-ららまりだましい（2025年4月3日）
1. 塊オンザドリーム / Cassie Wei
2. 丑三つふたり / 永山マキ
3. ブンサン・ボディ / 大胡田なつき
4. かたどる砂場 / 広村康平
5. 塊のモーニングルーティンに密着取材してみた
6. パラレル魂 / 原昌和
7. いろんな色を混ぜたときのうた / asaco
8. 「か」「た」「ま」「り」の塊
9. STARRY NIGHT FEVER / パン野実々美
10. ころころCue
11. ステキナノカデパレード / 名取さな
12. 星を作れたら / 木戸口歌穂
13. Katamari Channel
14. 王子ウッドウインズ
15. CANDYNEON
16. ナナナン塊~Live~ / ゆうさま